# Коста д'Ађо (Ђенова)
Коста д'Ађо је насеље у Италији у округу Ђенова, региону Лигурија.
Према процени из 2011. у насељу је живело 11 становника. Насеље се налази на надморској висини од 246 м.